# Canthigaster axiologus
Canthigaster axiologus, tên thông thường là cá nóc đội miện Thái Bình Dương, là một loài cá biển thuộc chi Canthigaster trong họ Cá nóc. Loài này được mô tả lần đầu tiên vào năm 1931 (nhưng được mô tả chính thức là vào năm 2008).
C. axiologus trước đây được xem là một danh pháp đồng nghĩa với Canthigaster coronata, một loài chỉ có phạm vi giới hạn tại đảo san hô Johnston và quần đảo Hawaii.

## Phân bố và môi trường sống
C. axiologus có phạm vi phân bố ở vùng biển Tây Thái Bình Dương. Loài này được tìm thấy rộng rãi ở vùng biển các nước Đông Nam Á (trừ Myanmar), trải rộng về phía đông đến các đảo thuộc 3 tiểu vùng: Melanesia, Micronesia và Polynesia. Phía bắc đến đảo Đài Loan và phía nam Nhật Bản. Phía nam trải dài đến hai bờ đông - tây Úc và xung quanh New Caledonia. C. axiologus thường sống đơn độc xung quanh các rạn san hô ở độ sâu khoảng từ 10 đến 80 m.

## Mô tả
C. axiologus trưởng thành có kích thước tối đa được ghi nhận là khoảng 10 cm. Cơ thể có màu trắng với 3 dải tam giác màu đen viền vàng cùng với các hàng chấm xanh lam ở trên lưng; dải thứ 4 trên đỉnh đầu, băng qua mắt. Những dải đen không kéo dài xuống bụng như Canthigaster valentini. Mắt được bao phủ bởi một vòng vàng, xung quanh có thêm các sọc ngắn màu xanh lam.
Số gai ở vây lưng: 0; Số tia vây mềm ở vây lưng: 9 - 11; Số gai ở vây hậu môn: 0; Số tia vây mềm ở vây hậu môn: 9 - 10; Số tia vây mềm ở vây ngực: 15 - 18.
Cũng như những loài cá nóc khác, C. axiologus có khả năng sản xuất và tích lũy các độc tố như tetrodotoxin và saxitoxin trong da, tuyến sinh dục và gan. Mức độ độc tính khác nhau tùy theo từng loài, và cũng phụ thuộc vào khu vực địa lý và mùa.
Thức ăn của C. axiologus là các loài động vật giáp xác và động vật thân mềm. C. axiologus được đánh bắt nhằm mục đích thương mại cá cảnh.